# Eclipse (album d'Yngwie Malmsteen)
Pour les articles homonymes, voir Éclipse (homonymie).
Albums de Yngwie Malmsteen
Trial by Fire: Live in Leningrad
(1989) Fire and Ice
(1992)
Eclipse est le cinquième album studio du guitariste Yngwie Malmsteen sorti en 1990. Sans doute son album le plus accessible avec des titres très mélodiques.

## Titres
| No  | Titre                           | Paroles                       | Musique   | Durée |
| --- | ------------------------------- | ----------------------------- | --------- | ----- |
| 1.  | Making Love                     | Yngwie Malmsteen, Göran Edman | Malmsteen | 4:56  |
| 2.  | Bedroom Eyes                    | Malmsteen, Edman              | Malmsteen | 4:02  |
| 3.  | Save Our Love                   | Malmsteen                     | Malmsteen | 5:24  |
| 4.  | Motherless Child                | Malmsteen                     | Malmsteen | 4:13  |
| 5.  | Devil in Disguise               | Malmsteen, Erica Norberg      | Malmsteen | 6:11  |
| 6.  | Judas                           | Malmsteen, Edman              | Malmsteen | 4:25  |
| 7.  | What Do You Want                | Malmsteen                     | Malmsteen | 3:49  |
| 8.  | Demon Driver                    | Malmsteen, Norberg            | Malmsteen | 3:25  |
| 9.  | Faultline                       | Malmsteen, Edman              | Malmsteen | 5:08  |
| 10. | See You in Hell (Don't Be Late) | Malmsteen                     | Malmsteen | 3:39  |
| 11. | Eclipse                         | (instrumental)                | Malmsteen | 3:46  |

| 12. | Making Love (extended guitar solo) | Edman, Malmsteen | Malmsteen | 6:22 |

## Musiciens
- Yngwie Malmsteen - Guitare.
- Goran Edman - chant.
- Mats Olausson - claviers.
- Svante Henrysson - Basse.
- Michael Von Knorring - batterie.

## Autour de l'album
- Trois clips ont été tournés : Making Love, Save Our Love et Bedroom Eyes. Les deux premiers titres sont sortis en single.
- Quelques textes ont été écrits avec la future première épouse d'Yngwie : Erika Nordberg, chanteuse pop suédoise.
- Yngwie attaque son label sur plusieurs titres de cet album. Il évoque aussi le décès de sa mère dans Motherless Child.
- Il existe une version double cd de cet album, comprenant cinq autres titres déjà parus : Eclipse, Overture 1383, Far Beyond The Sun (live), Krakatau, Crying.

## Charts
| Year | Chart         | Position |
| ---- | ------------- | -------- |
| 1990 | Billboard 200 | 112      |